# Cecilia Paredes Verduga

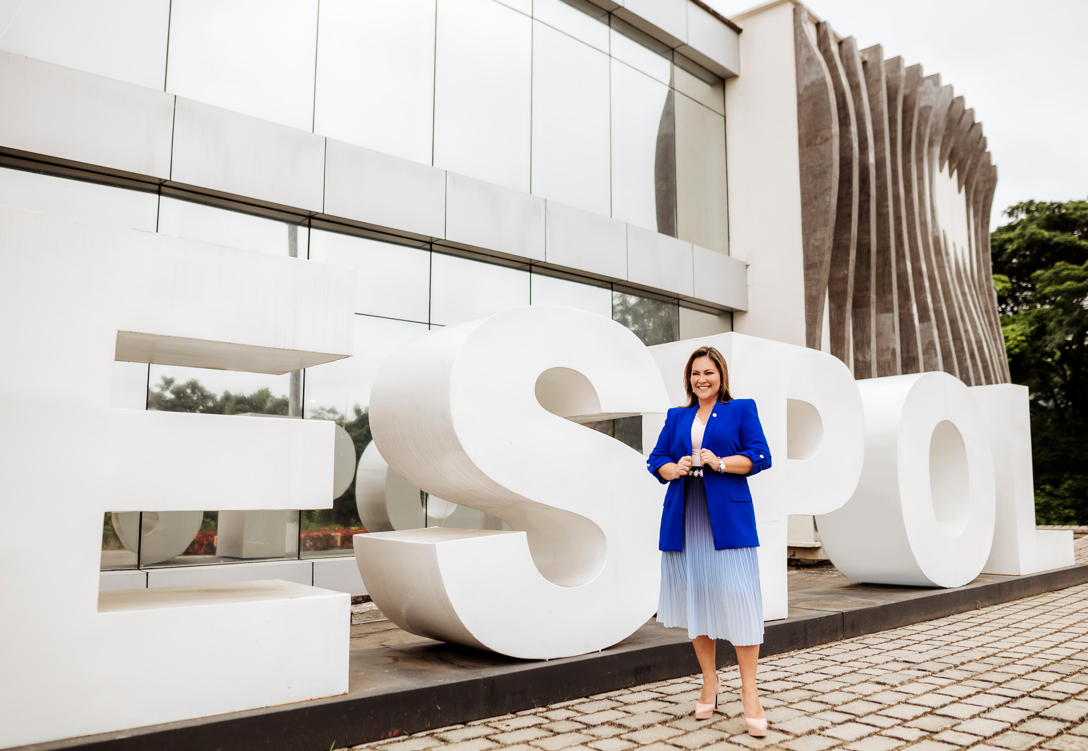
Cecilia Paredes Verduga, 2024

Cecilia Paredes Verduga (* 27. Oktober 1971 in Guayaquil, Ecuador) ist eine  ecuadorianische Ingenieurin und Hochschullehrerin.  Sie ist Professorin und seit 2017 die erste Rektorin der Escuela Superior Politécnica del Litoral (ESPOL) und Präsidentin der Ecuadorian Corporation for the Development of Research and Academia (CEDIA). Sie gründete das ecuadorianischen Zentrum für Nanotechnologie-Forschung und -Entwicklung.

## Leben und Werk

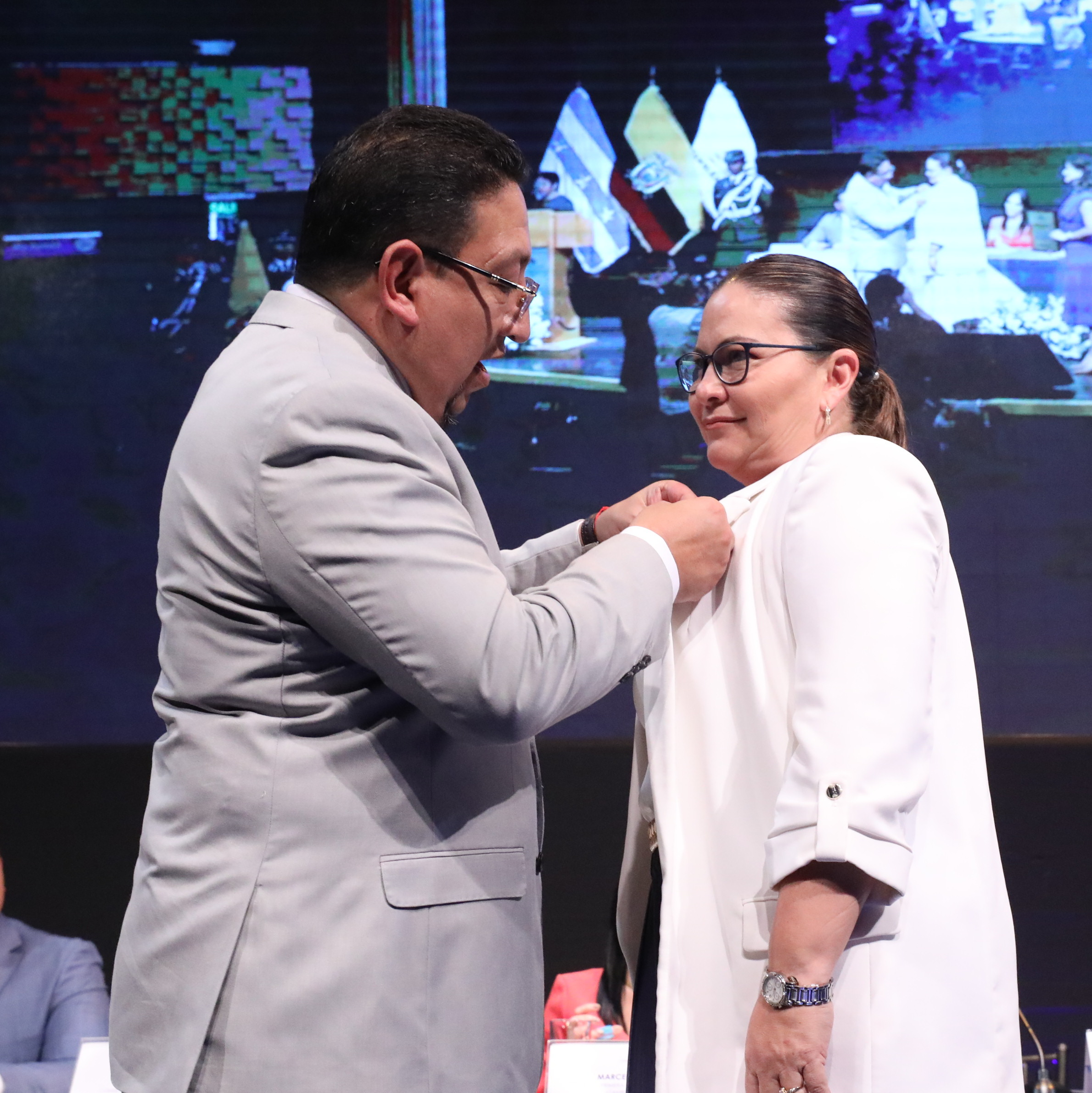
Cecilia Paredes Verduga erhält die Auszeichnung für ihren Beitrag zur Bildung von dem Präsidenten der Nationalversammlung Virgilio Saquicela in Guayaquil, 9. Oktober 2022

Verduga ist die Tochter des Ingenieurs Modesto Paredes. Sie studierte von 1989 bis 1993 als eine von zehn Frauen Maschinenbau an der Escuela Superior Politécnica del Litoral. Anschließend studierte sie Materialwissenschaften und Ingenieurwissenschaften von 1994 bis 2001 an der Rutgers University in New Jersey, wo sie einen Master-Abschluss erhielt und promovierte. Sie führte dort Forschungen zur Struktur, Charakterisierung und Simulation neuer Verbund- und Funktionsmaterialien durch.
Sie trat 2001 in die Abteilung für Maschinenbau bei ESPOL ein. Im Oktober 2002 war sie die erste ordentliche Professorin an der Fakultät für Maschinenbau und Produktionswissenschaften von Espol und gründete 2003 das Metrological and Materials Testing Laboratory. 2006 wurde sie für drei Jahre zur stellvertretenden Dekanin der Fakultät für Maschinenbau und Produktionswissenschaften von Espol gewählt. 2011 war sie akademisches Mitglied des Council of Higher Education of Ecuador (CES), Präsidentin des First Provisional Council und Präsidentin des Latin American and Caribbean Consortium of Engineering Institutions (LACCEI).
2012 übernahm sie als erste Frau das Amt der akademischen Vizerektorin. 2017 wurde sie zur Rektorin der ESPOL gewählt und 2022 wurde sie für einen weiteren Zeitraum bis 2027 als Rektorin wiedergewählt.

## Veröffentlichungen (Auswahl)
- mit Roberto Murillo Alarcón, Andrea Gavilanes Triviño, Haci Baykara, Mauricio Cornejo Martinez: Synthesis and Characterization of Geopolymers by the Alkali Activation of Natural Ecuadorian Zeolites:  The Use of Geopolymers as Potential Thermal Insulating Materials and Reaction Kinetics of the Geopolymerization’ Reaction. Eleventh LACCEI Latin American and Caribbean Conference for Engineering and Technology (LACCEI’2013) International Competition of Student Posters and Paper, August 14 - 16, 2013 Cancun, Mexico.